# Civico museo Platina
Il civico museo Platina è un museo archeologico di Piadena Drizzona, in provincia di Cremona.
Istituito nel 1960 all'interno dell'ex convento dei Gerolimini, raccoglie reperti provenienti dal Casalasco, da Piadena, dal sito palafitticolo Lagazzi del Vho,  dalla necropoli dell'età del Bronzo Finale di Fontanella Grazioli e dalle zone circostanti, siti noti già nell'Ottocento.
Di grande rilievo storico una statuetta bicefala, legata al culto di una dea della fertilità, del periodo Neolitico.
Il museo propone anche un percorso di visita presso il Monumento naturale I Lagazzi.

## Percorso
- Paleolitico Superiore
- Neolitico Antico (VI millennio a.C.) e Cultura del Vho
- Età del Rame
- Età del Bronzo
- I Celti
- Epoca romana